# Tesla (album)
Tesla – debiutancki album studyjny brytyjskiego producenta muzycznego Flux Paviliona, wydany 18 września 2015 roku przez Circus Records. Oprócz wersji digital download album został wydany na płycie winylowej.

## Lista utworów
1. "Tesla Theme" - 1:10
2. "Vibrate" - 3:53
3. "We Are Creators" (feat. Soulsonic Force) - 3:42
4. "Never See the Light" (feat. Andrea Martin) - 3:52
5. "International Anthem" (feat. Doctor) - 3:56
6. "Shoot Me" (Flux Pavilion & Big Voyage feat. JakkCity) - 3:16
7. "What You Gonna Do About It" - 3:53
8. "Pogo People" - 4:13
9. "Emotional" (Flux Pavilion & Matthew Koma) - 3:55
10. "Feels Good" (feat. Tom Cane) - 3:48
11. "Who Wants to Rock" (feat. Riff Raff) - 3:39
12. "I Got Something" - 4:01
13. "Ironheart" (feat. BullySongs) - 3:22